# Cuc
Cucul (Cuculus canorus) este o pasăre migratoare care face parte din ordinul Cuculiformes, familia Cuculidae. Poate fi întâlnită în Africa de Nord și Eurasia — din Portugalia până în Irlanda, iar spre est până în Japonia și Kamceatka.

## Morfologie și mod de viață
Caracteristicile acestor păsări sunt culoarea cenușie și cântecul lor prin care masculul își marchează teritoriul și care se poate asemăna cu denumirea dată păsării. Are mărimea unui porumbel suplu (30–35 cm). Pasărea nu clocește, ci femela depune ouăle în cuiburi străine care sunt de regulă ale unor păsări cântătoare mai mici. La mascul, capul și partea superioară a corpului sunt de culoare cenușie, iar partea inferioară a corpului are o nuanță cenușie-albăstruie. Coada este lungă, pestriță și cu penele foarte grele.
Cucul este o pasăre migratoare, iernează în Africa tropicală și în sudul Asiei.

## Areal de răspândire
Habitatul cucului este foarte larg. El poate fi găsit în pădurile de foioase, crângurile de pe malul apelor curgătoare, coasta mărilor sau la marginea orașelor. Mai trăiește și în regiunile cu smârcuri sau de stepă, unde trăiesc și păsările care îi cresc puii. Cucul a fost întâlnit de exemplu în Elveția la o înălțime de 2.400 de m, iar în India la altitudinea de 5.250 m deasupra n.m. Pasărea este răspândită mai ales în emisfera nordică, dar iernează în regiunile de savană din sudul Africii și Asia sudică, cu temperaturi variate între 15-19 grade.

## Hrănirea și înmulțirea
Cucul se hrănește în special cu insecte, fiind printre puținele păsări care consumă și larvele păroase de insecte, păianjeni sau melci. În perioada împerecherii, masculul rămâne circa o săptămână împreună cu femela. Cucul își depune ouăle în cuiburile altor păsări, numite gazde. Femela localizează cuiburile speciilor gazdă în baza sunetului de alarmă al gazdei, și odată ce se ivește ocazia, își depune oul în doar câteva secunde, îndepărtând totodată un ou din cuibul gazdei. Puiul de cuc eclozat îndepărtează la rândul său uneori din cuib pe cei ai speciei gazdă, însușindu-și întreaga hrană adusă de părinți.

## Galerie

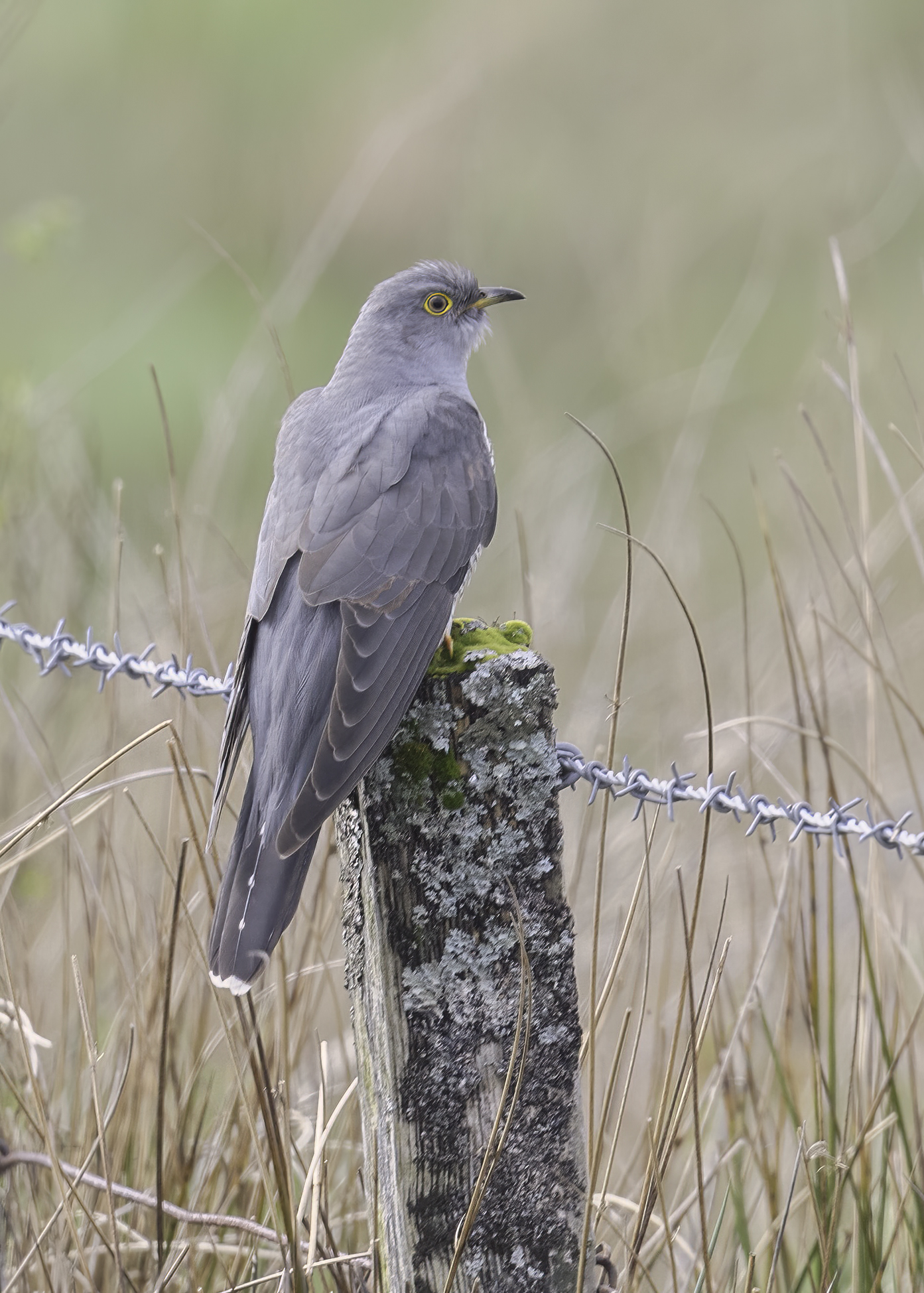
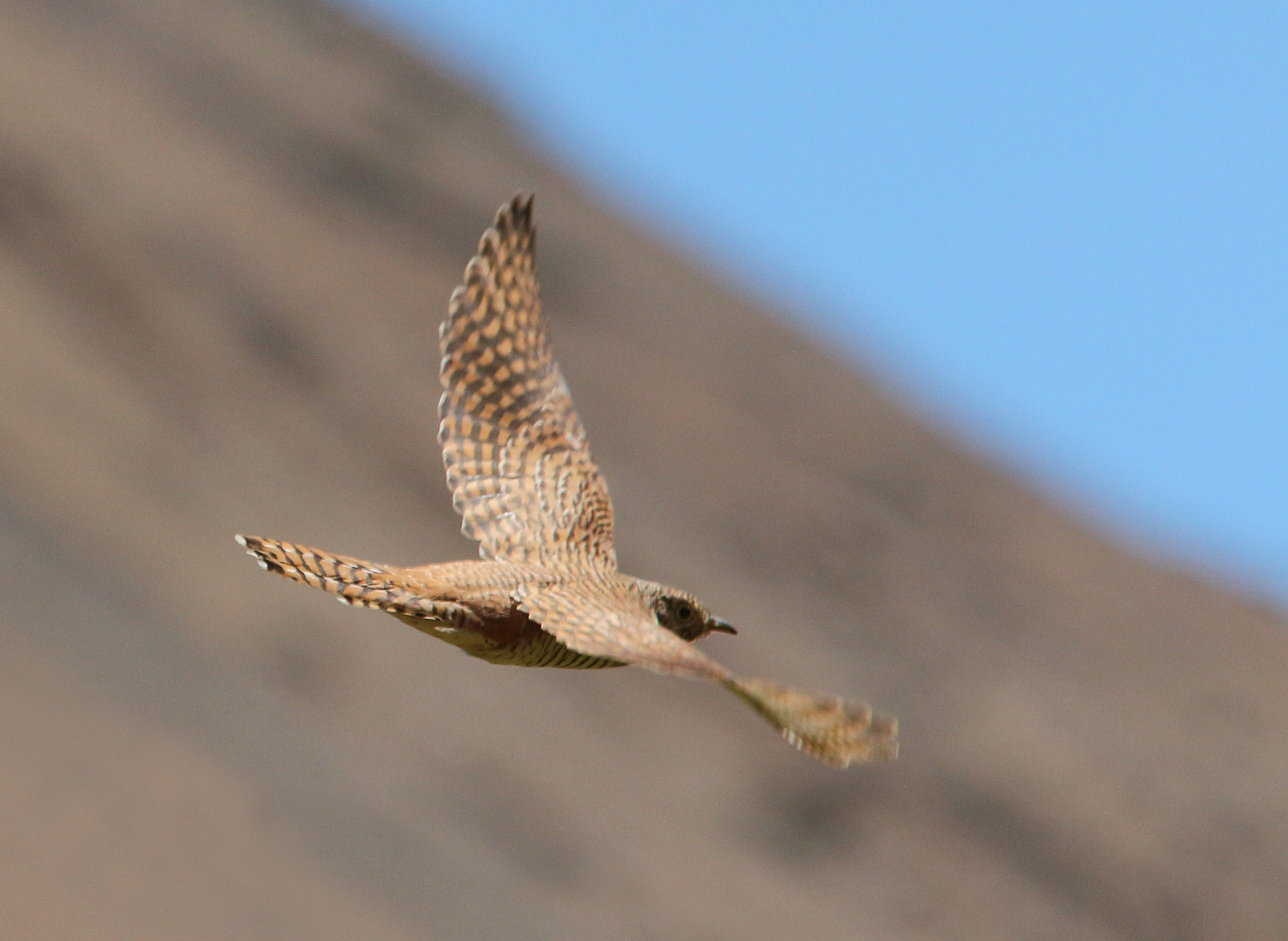
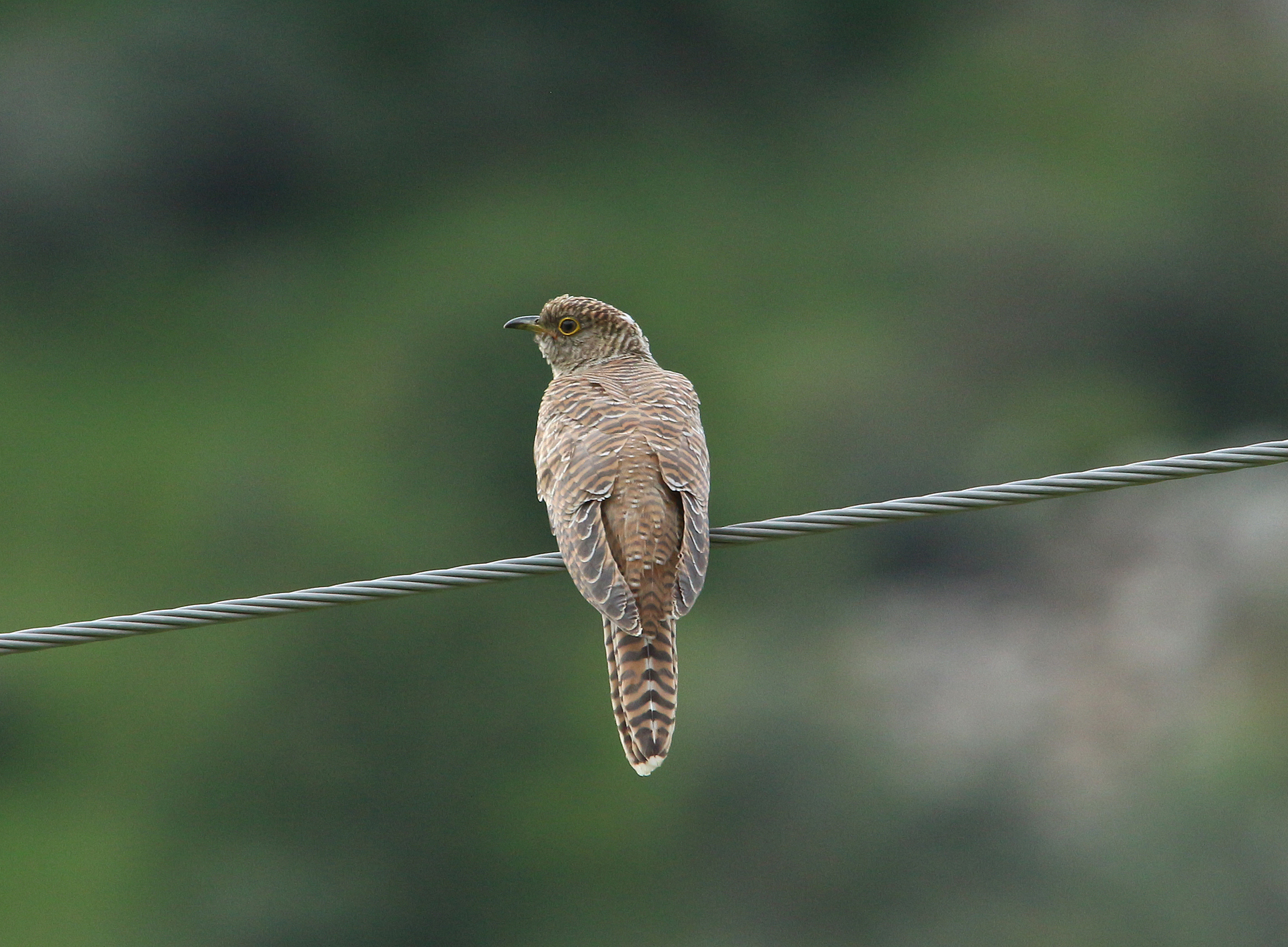
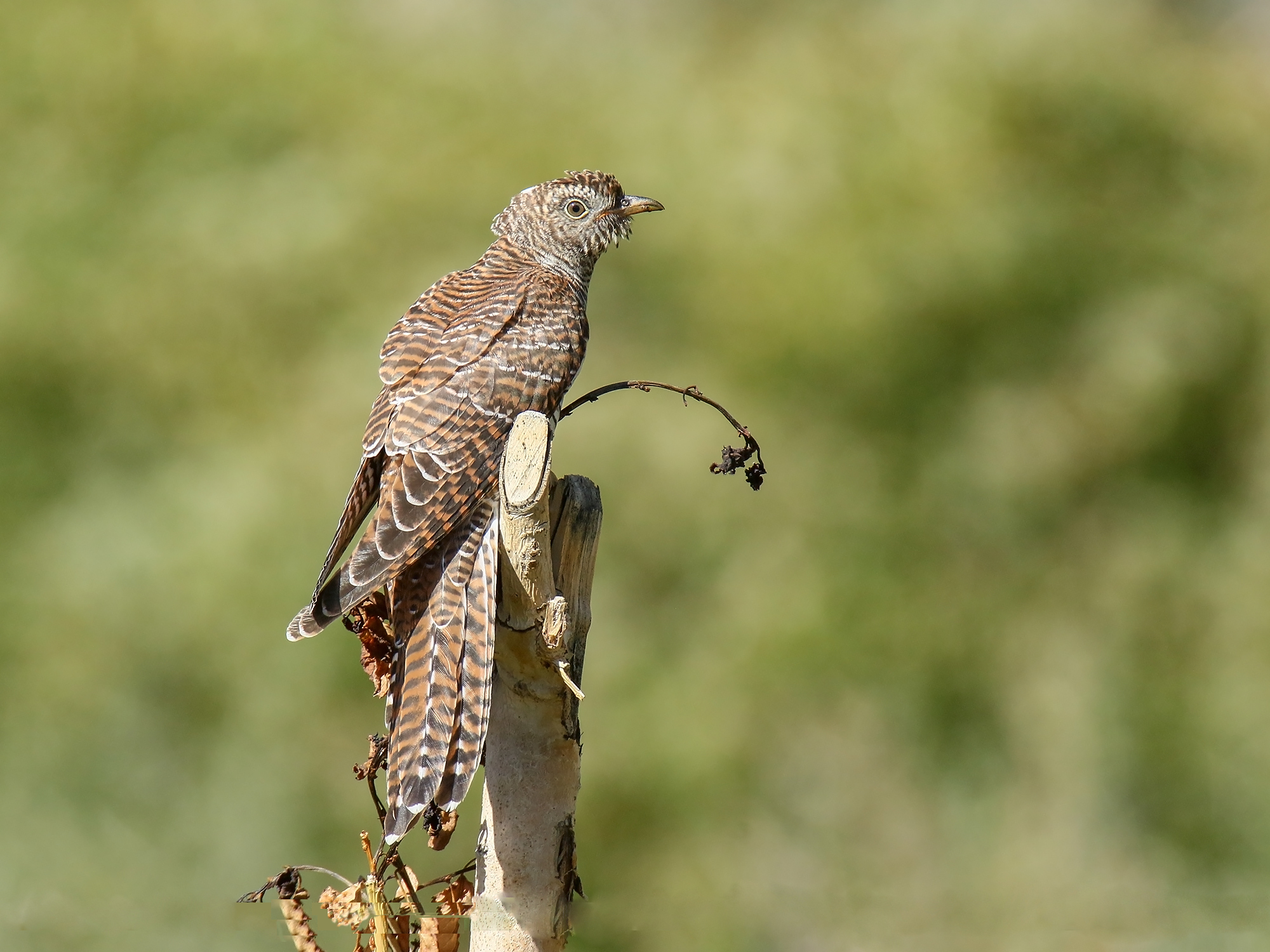